# Spotted Lake
Lo Spotted Lake (ossia Lago Maculato) è un bacino endoreico salato alcalino situato nella provincia della Columbia Britannica, in Canada, a nordovest della località di Osoyoos, nella valle di Similkameen, celebre per la conformazione a macchie che assume durante i mesi estivi. È noto anche come Lago Kliluk, il nome con cui era chiamato dalle Prime nazioni.

## Concentrazione di sali e minerali
Lo Spotted Lake ha alte concentrazioni di vari minerali. I suoi sedimenti sono ricchi di solfato di magnesio, calcio e solfato di sodio; contiene anche svariate altre sostanze, così come piccole quantità di argento e titanio.
La maggior parte dell'acqua del lago evapora durante i mesi estivi, facendo emergere depositi minerali di vari colori: fino a 365 pozze di forma circolare, che ricordano delle macchie, appaiono così sul lago, con tonalità che variano dal bianco al giallo al verde e al blu e dipendono dalla composizione chimica dei minerali che si sono raccolti nella pozza e dall'ammontare di precipitazioni stagionali.
Nella stagione calda i sedimenti più densi s'induriscono, formando dei camminamenti tra le chiazze; il solfato di magnesio, che cristallizza in estate, è il principale responsabile dei colori delle macchie.

## Denominazione e storia

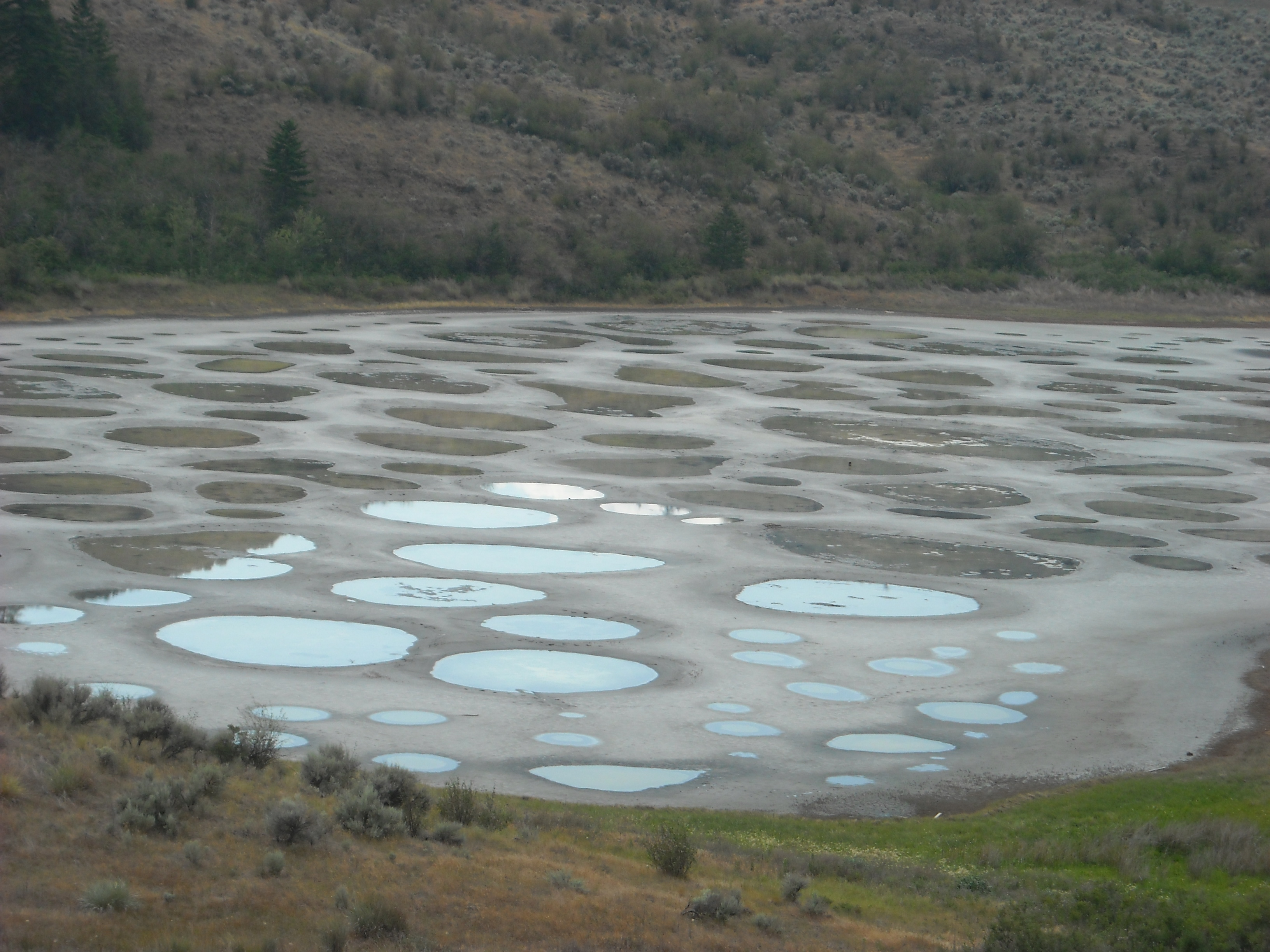
Un'immagine ravvicinata del lago presa dalla strada

In origine noto alle popolazioni delle Prime nazioni Syilx della valle dell'Okanagan col nome di Lago Kliluk, lo Spotted Lake è da secoli considerato un luogo sacro dagli indigeni, che ritengono le sue acque dotate di poteri terapeutici. Secondo una leggenda, un combattimento fra tribù rivali venne interrotto proprio al fine di permettere la cura dei feriti mediante l'immersione nel lago. Durante la prima guerra mondiale, inoltre, i minerali del lago sono stati adoperati per la produzione di munizioni.
In seguito il luogo fu comprato dalla famiglia di Ernest Smith, che ne mantenne la proprietà per circa 40 anni. Nel 1979 Smith tentò di trasformare il lago in una stazione termale: i rappresentanti delle Prime nazioni si attivarono allora per acquistare il lago, e nell'ottobre 2001 si raggiunse un accordo sulla vendita di 22 ettari per 720.000 dollari, di cui 150.000 pagati dalle popolazioni locali e il rimanente della cifra erogato dall'Indian Affairs Department.

## Lo Spotted Lake al giorno d'oggi

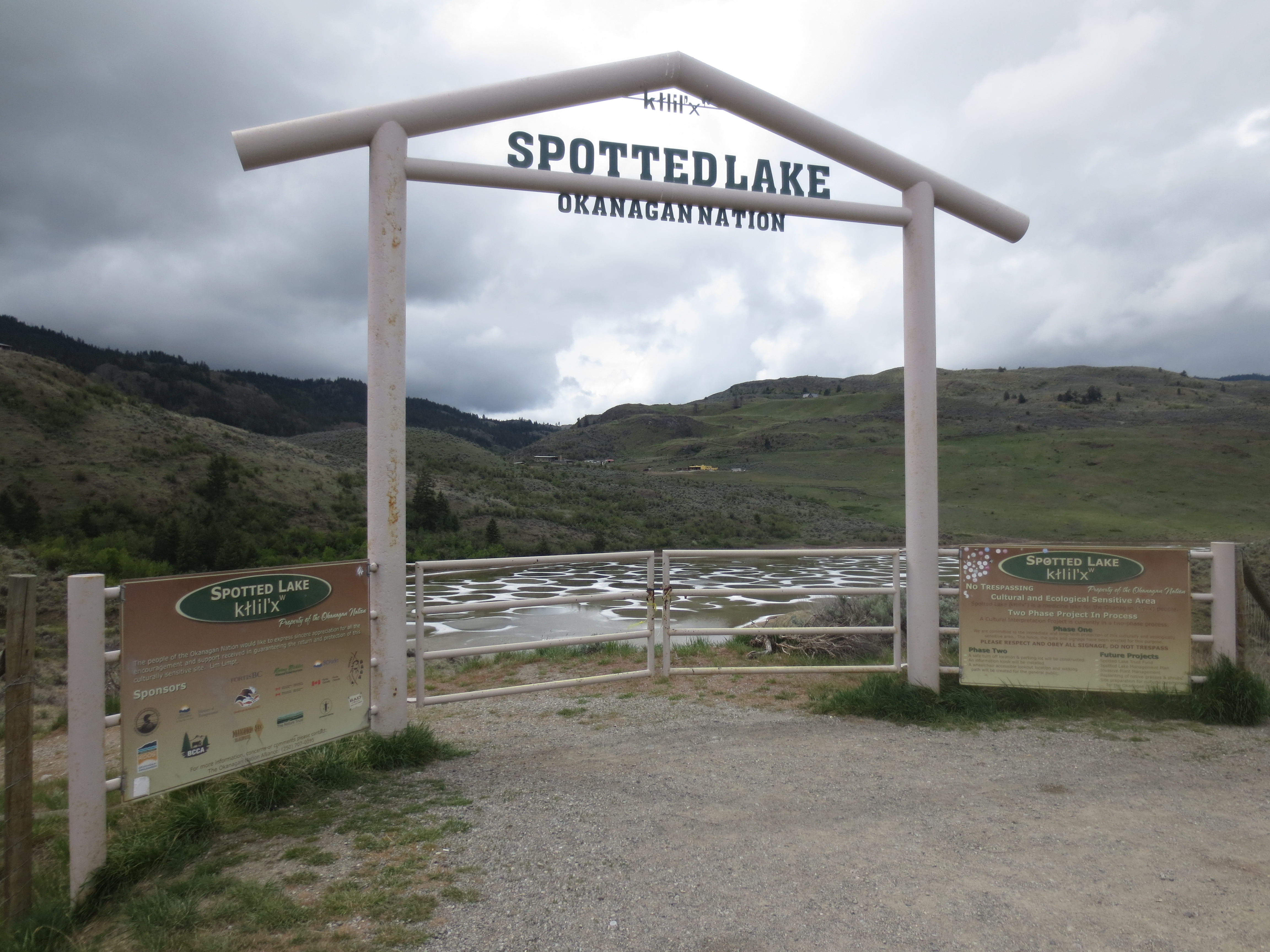
Punto di osservazione sullo Spotted Lake

Al giorno d'oggi il lago fa parte di una proprietà privata ed è protetto da un recinto ed è vietato accedervi. Alcuni cartelli informano i visitatori che si tratta di un'area ecologicamente fragile e della sua valenza culturale per la medicina tradizionale del popolo Syilx. È possibile ammirarlo dalla strada e da un punto di osservazione.